# HD 114762 b
HD 114762 bは、かみのけ座の天体である。1989年にDavid W. Lathamらによって発見された。太陽系外惑星候補の一つだが、褐色矮星に分類される可能性もある。太陽系からは126光年離れている。

## 性質
HD 114762 bは、HD 114762と呼ばれるF型主系列星の伴星である。軌道離心率0.34の楕円軌道を84日で一周している。下限質量は木星の11倍で、真の質量はこれより大きいと考えられている。質量は最大で木星の145倍に達する可能性もある。
HD 114762 b は間接的な手段のみで観測されている上、質量の推定にも幅があるため、どのような天体に分類されるべきなのかは明らかではない。天体の真の質量が下限質量に近ければ巨大なガス惑星と言えるが、質量が大きい場合は褐色矮星や赤色矮星に分類される。
HD 114762 b が発見されたのは1989年である。これは最初の系外惑星の発見（PSR B1257+12A・B、1992年）や、最初の主系列星の系外惑星の発見（ペガスス座51番星b、1995年）より早い。そのため、仮にHD 114762bが系外惑星と確かめられれば「最初に発見された系外惑星」になる（ただし「最初に『確認』された系外惑星」とはならない）。